# Macrocalamus chanardi
Macrocalamus chanardi — вид змій родини полозових (Colubridae). Ендемік Малайзії.

## Опис
Довжина змії Macrocalamus chanardi зазвичай становить менше 250 мм, деякі особини є дещо більшими. Верхня частина тіла блідо-коричнева, луски на ній мають темні краї. Нижня частина тіла червона, рожева або оранжева. Тіло має циліндричну форму.

## Поширення і екологія
Macrocalamus chanardi мешкають на заході Малайського півострова, на схилах гір Кемерон-Хайлендс і в районі станції Фрезерс-Хілл в горах Тітіванґса в штаті Паханг, а також на горі Ларут в штаті Перак. Вони живуть у вологих гірських тропічних лісах, під поваленими деревами та серед опалого листя. Зустрічаються на висоті від 1100 до 1500 м над рівнем моря. Ведуть денний спосіб життя, жиляться черв'яками, слимаками, комахами та їх личинками.